# Mandinka
Le mandinka est une langue mandingue et une variante du mandingue parlée au Sénégal, en Gambie et en Guinée-Bissau. D’autres variantes du mandingue sont parlées en Côte d’Ivoire, au Burkina Faso, en Guinée, au Mali et en Gambie 
Le mandingue fait partie des langues mandées, elles-mêmes rattachées aux langues nigéro-congolaises.
On l’appelle aussi manding, mandingo, mandinka, mandekinhninkan, mandingue, mande et socé. Elle est parlée par les Mandingues

## Population
Selon les sources et les traductions, les estimations varient entre 1 et 20 millions de locuteurs, car certains auteurs se réfèrent aux langues mandingues dans leur ensemble, en incluant tous les dialectes.
Tous pays confondus, le mandinka proprement dit était parlé par 1 214 345 personnes en 2002.
- C'est au Sénégal que les locuteurs sont les plus nombreux, 606 645 en 2002, principalement dans le sud-est et le sud-centre. Comme 16 autres langues (et d'autres à venir), le mandinka a obtenu le statut de langue nationale dans ce pays.

- En Gambie, 453 500 personnes parlaient cette langue en 2002, surtout dans la partie occidentale du pays.

- En Guinée-Bissau, 154 200 s'exprimaient dans cette langue la même année, surtout dans le centre, le nord et le nord-est.

## Écriture

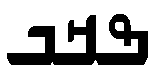
Le mot n'ko en alphabet n'ko

Le mandingue utilise tantôt l'alphabet latin tantôt l'alphabet arabe, l'utilisation de ce dernier étant plus traditionnelle.
Mais il existe aussi depuis 1949 une nouvelle écriture spécifique aux langues mandées, le n'ko, développée par le linguiste guinéen Souleymane Kante.

### Alphabet latin
Les lettres de l’alphabet latin utilisées représente un son. Les doubles voyelles sont des voyelles longues.
- voyelles : a e i o u
- voyelles longues : aa ee ii oo uu
- consonnes : b c d f g h j k l m n ñ ŋ p r s t w y

La lettre G est rare.
| minuscule  | a   | b   | c    | d   | e   | f   | g   | h   | i   | j    | k   | l   | m   | n   | ñ   | ŋ   | o   | p   | r   | s   | t   | u   | w   | y   |
| majuscule  | A   | B   | C    | D   | E   | F   | G   | H   | I   | J    | K   | L   | M   | N   | Ñ   | Ŋ   | O   | P   | R   | S   | T   | U   | W   | Y   |
| phonétique | [a] | [b] | [t͡ʃ] | [d] | [e] | [f] | [ɡ] | [h] | [i] | [d͡ʒ] | [k] | [l] | [m] | [n] | [ɲ] | [ŋ] | [o] | [p] | [ɾ] | [s] | [t] | [u] | [w] | [j] |